# Zapadnogermanski jezici
Zapadnogermanski jezici, zapadna skupina germanskih jezika koja obuhvaća 41 jezik raširenih po zemljama zapadne i središnje Europe. Osnovna je podjela na engleske, frizijske, visokonjemačke i donjonjemačke jezike.
Iz jednog od dijalekata donjenjemačkog, točnije, iz nizozemskog nastao je afrikaans koji je pomiješan s puno drugih utjecaja, a govori se u Južnoafričkoj Republici. 
Iz gornjenjemačkog nastao je jidiš (s leksičkim utjecajima hebrejskog, romanskih i slavenskih jezika, a piše se najčešće hebrejskim pismom.

## Klasifikacija
A. Engleski jezici (2) :engleski, škotski. Izgubio status: jingliš (ameriš),
B. Frizijski jezici (3) :saterlandski (saterfrizijski), sjevernofrizijski, zapadnofrizijski.
C. visokonjemački jezici /Visokogermanski (21) :
c1. njemački jezici (19):
a. srednjonjemački jezici (11):
a1. istočni srednjonjemački jezici (4): Njemačka, Poljska: donjošleski, gornjosaksonski, njemački standardni, vilamovski.
a2. zapadni srednjonjemački jezici (7) Luksemburg, Njemačka, Nizozemska, SAD: franački ili mainfränkisch, kelnski ili ripuarijski franački, limburški, luksemburški, pensilvanijski njemački, falački; izumrli starofranački†.
b. gornjonjemački jezici  (8) Njemačka, Austrija, Italija, Švicarska, Kanada, Venezuela: 
b1. Alemanski jezici (4): alemán coloneiro, alemanski ili švicarski njemački, švapski, walserski.
b2. bavarsko-austrijski jezici (4):bavarski, cimbrijski, hutteritski, mócheno.
c2. jidiš (2) Izrael, Njemačka: istočni jidiš, zapadni jidiš.
D. Donjonjemački jezici /Donjosaksonski-Donjofranački jezici (15) :
d1. Donjofranački jezici (donjofrankonski)(4) Južnoafrička Republika, Nizozemska, Belgija: afrikaans, flamanski, nizozemski, zelandski ili zeeuws.
d2. Donjosaksonski jezici (10): achterhoeks, drents, gronings, donjosaski ili donjosaksonski, plautdietsch, sallands, stellingwerfs, twents, veluws, vestfalski.
d3. istočnofrizijski, Njemačka.

## Vanjske poveznice
- Ethnologue (14th)
- Ethnologue (15th)